# Schwedische Fußballnationalmannschaft der Frauen/Olympische Spiele
Der Artikel beinhaltet eine ausführliche Darstellung der schwedischen Fußballnationalmannschaft der Frauen bei den Olympischen Sommerspielen. Schweden konnte als einzige europäische Mannschaft an allen bisherigen Turnieren der Frauen bei den Olympischen Spielen teilnehmen, aber erst 2016 eine Medaille, die silberne gewinnen.

## Die Nationalmannschaft bei den Olympischen Spielen

### Übersicht
| Olympische Spiele in | Teilnahme bis …    | Gegner                             | Ergebnis | Trainer                | Bemerkungen und Besonderheiten |
| -------------------- | ------------------ | ---------------------------------- | -------- | ---------------------- | --- |
| Atlanta 1996         | Vorrunde           | VR China, Dänemark, USA            | –        | Bengt Simonsson        | Als Gruppendritter ausgeschieden |
| Sydney 2000          | Vorrunde           | Australien, Brasilien, Deutschland | –        | Marika Domanski Lyfors | Als Gruppendritter ausgeschieden |
| Athen 2004           | Spiel um Platz 3   | Deutschland                        | Vierte   | Marika Domanski Lyfors | |
| Peking 2008          | Viertelfinale      | Deutschland                        | –        | Thomas Dennerby        | Niederlage in der Verlängerung |
| London 2012          | Viertelfinale      | Frankreich                         | –        | Thomas Dennerby        | |
| Rio de Janeiro 2016  | Finale             | Deutschland                        | Zweite   | Pia Sundhage           | Schweden traf in der Qualifikation für den letzten europäischen Startplatz auf die Niederlande, Norwegen und die Schweiz und setzte sich mit 2 Siegen und einem Remis durch. Gegner in der Gruppenphase waren Brasilien, China und Südafrika. Als zweitbeste Gruppendritte erreichten die Schwedinnen das Viertelfinale und setzten sich dort gegen Titelverteidiger USA ebenso wie im Halbfinale gegen Gastgeber Brasilien im Elfmeterschießen durch. Im Finale unterlag man Deutschland mit 1:2. |
| Tokio 2020           | Finale             | Kanada                             | Zweite   | Peter Gerhardsson      | Durch den Viertelfinalsieg bei der WM 2019 gegen Deutschland wurde Schweden eine der drei besten europäischen Mannschaften der WM und qualifizierte sich damit für die Olympischen Spiele. Finalniederlage im Elfmeterschießen |
| Paris 2024           | nicht qualifiziert |                                    |          |                        | In der erstmals als Qualifikation ausgetragenen UEFA Women’s Nations League 2023/24 an Spanien und Italien gescheitert, das sich aber auch nicht qualifizieren konnte. |

## Turniere

### Olympia 1996 in Atlanta
Die Schwedinnen waren durch das Erreichen des WM-Viertelfinales 1995 für das erste olympische Frauenfußballturnier qualifiziert. Sie starteten mit einem 0:2 gegen die Volksrepublik China, verloren dann mit 1:2 gegen die USA und konnten nur das letzte Spiel gegen Dänemark mit 3:1 gewinnen, das aber für beide keinen Einfluss mehr auf das weitere Turnier hatte. Förbundskapten Bengt Simonsson blieb noch für ein EM-Qualifikationsspiel gegen Dänemark im Amt, durch das sich Schweden für die EM 1997 qualifizierte. Danach übernahm Marika Domanski Lyfors den Posten der Nationaltrainerin.

### Olympia 2000 in Sydney
Für das zweite olympische Turnier hatten sich die Schwedinnen als drittbeste europäische Mannschaft der WM 1999 qualifiziert. Im ersten Spiel trafen sie auf Brasilien und verloren mit 0:2. Im zweiten Spiel gegen Australien reichte es nur zu einem 1:1. Damit mussten die Schwedinnen ihr letztes Gruppenspiel gegen Deutschland und gleichzeitig Australien gegen Brasilien gewinnen, dabei aber in der Tordifferenz nicht besser als die Schwedinnen werden, damit diese noch das Halbfinale erreichten. Aber sowohl die Schwedinnen als auch die Australierinnen verloren ihr Spiel, so dass beide ausschieden.

### Olympia 2004 in Athen
Für die Spiele 2004 hatte sich auch Stockholm beworben, war aber bei der Abstimmung in der zweiten Runde gescheitert. Für das dritte olympische Frauenfußballturnier waren die Schwedinnen dann aber als Zweite der WM 2003 qualifiziert. In einer von zwei Dreiergruppen verloren sie ihr Auftaktspiel gegen Japan mit 0:1. Im zweiten Spiel wurde Nigeria mit 2:1 besiegt, das seinerseits zuvor Japan mit 1:0 besiegt hatte. Damit hatten die drei Mannschaften jeweils drei Punkte, Schweden und Nigeria aber 2:2 Tore und da Schweden gegen die Afrikanerinnen gewonnen hatte, war Schweden Gruppensieger. Alle drei erreichten aber das erstmals ausgetragene Viertelfinale. Hier traf Schweden auf Australien, den Gruppendritten der einzigen Vierergruppe und gewann mit 2:1. Im Halbfinale war dann Brasilien der Gegner und mit 1:0 setzten sich die Südamerikanerinnen durch. Im Spiel um die Bronzemedaille kam es dann zur Revanche für das verlorene WM-Finale gegen Weltmeister Deutschland. Mit 0:1 ging aber auch dieses Spiel verloren.

### Olympia 2008 in Peking
Nach dem Halbfinalaus bei der EM 2005 hatte Thomas Dennerby den Posten des Förbundskapten übernommen und ihm gelang es Schweden zur WM 2007 zu führen. Dort scheiterte die Mannschaft aber bereits in der Vorrunde. Somit mussten sich die Schwedinnen für das Turnier in Peking in zwei Playoffspielen gegen Dänemark qualifizieren, da beide bei der WM 2007 in der Vorrunde ausgeschieden waren und die drittbeste europäische Mannschaft England bei Olympischen Spielen nicht startberechtigt ist. Mit 4:2 und 3:1 setzten sich die Schwedinnen gegen die Däninnen durch.
Zum Turnier-Auftakt verloren sie mit 1:2 gegen Gastgeber China, gewannen dann mit 1:0 gegen Argentinien und sicherten sich mit einem 2:1 gegen Kanada den zweiten Gruppenplatz. Im Viertelfinale war dann wieder Weltmeister Deutschland der Gegner und nach 90 torlosen Minuten verloren sie mit 0:2 in der Verlängerung.

### Olympia 2012 in London
Die Teilnahme am Turnier in London sicherten sich die Schwedinnen durch den Einzug ins Halbfinale bei der WM 2011. Zum Turnierauftakt gewannen sie dann gegen Südafrika mit 4:1. Danach folgten dann aber zwei Remis: zunächst ein 0:0 gegen Weltmeister Japan und dann ein 2:2 gegen Kanada. Dies reichte aber zum Gruppensieg. Im Viertelfinale kam es dann zur Revanche für das Spiel um Platz 3 bei der WM gegen Frankreich, diesmal mit dem besseren Ende für die Französinnen, obwohl die Schwedinnen mit 1:0 in Führung gingen. Nach den Spielen beendete Thomas Dennerby seine Amtszeit als Nationaltrainer, ihm folgte Pia Sundhage, die mit den USA die Goldmedaille gewonnen hatte.

### Olympia 2016 in Rio de Janeiro
Für das Turnier in Rio de Janeiro qualifizierten sich die drei besten europäischen Mannschaften der WM 2015. Weil Schweden im Achtelfinale mit 1:4 gegen Deutschland verlor, wurde die direkte Qualifikation verpasst. Da aber England, die beste europäische Mannschaft der WM bei Olympischen Spielen nicht startberechtigt ist, konnte sich neben den zweit- und drittbesten europäischen Mannschaften aus Deutschland und Frankreich noch eine der vier im Achtelfinale ausgeschiedenen europäischen Mannschaften qualifizieren, zu denen auch die Schwedinnen gehörten. Das dazu angesetzte Turnier fand Anfang März in den Niederlanden statt. Gegner der Schwedinnen waren neben den Gastgeberinnen noch Norwegen und die Schweiz, gegen die die beiden ersten Spiele mit 1:0 gewonnen wurden. Mit einem Remis im letzten Spiel wurde die Qualifikation perfekt gemacht.
Gegner in der Gruppenphase waren der Gastgeber Brasilien, China und Südafrika, gegen das wie 2012 das Auftaktspiel bestritten wurde. Mit einem 1:0 gegen die Afrikanerinnen starteten die Schwedinnen ins Turnier, kassierten dann gegen Brasilien mit 1:5 eine ihrer höchsten Niederlagen und erreichten mit einem torlosen Remis gegen China als zweitbeste Gruppendritte das Viertelfinale. Hier trafen sie auf Titelverteidiger USA und konnten nach einem 1:1 nach Verlängerung im Elfmeterschießen gewinnen. Im Halbfinale trafen sie erneut auf Brasilien und setzten sich auch hier im Elfmeterschießen durch. Damit hatten sie erstmals eine Medaille sicher, verloren dann aber im Finale gegen Deutschland mit 1:2.

### Olympia 2020 in Tokio
Für das Turnier in Tokio qualifizierten sich die drei besten europäischen Mannschaften der WM 2019. Durch einen 2:1-Sieg im Viertelfinale gegen die deutsche Mannschaft erreichten die Schwedinnen als eine von drei europäischen Mannschaften das Halbfinale und qualifizierten sich damit für Tokio.
Aufgrund der COVID-19-Pandemie wurden die Spiele um ein Jahr verschoben und fanden weitgehend ohne Zuschauer als Geister- oder Fernsehspiele statt. Die Schwedinnen begannen mit einem Paukenschlag und gewannen mit 3:0 gegen Weltmeister USA, der zuvor in 44 Spielen ungeschlagen war. Auch im zweiten Spiel gegen Australien, gegen das sie kurz vor den Spielen ein torloses Remis erreicht hatten, konnten sie mit 4:2 gewinnen. Im letzten Spiel, in dem sie erstmals überhaupt auf Neuseeland trafen, kamen einige Ersatzspielerinnen zum Einsatz. Dennoch konnte auch dieses Spiel mit 2:0 gewonnen werden, so dass die Schwedinnen als einziges Team mit drei Siegen in die K.-o.-Runde einzogen, wo sie auf die Gastgeberinnen trafen und mit 3:1 gewannen. Im Halbfinale treffen sie wieder auf Australien.

### Olympia 2024 in Paris
Erstmals diente für die europäischen Mannschaften nicht die vorherige WM als Qualifikation für die Olympischen Spiele, sondern die zum ersten Mal ausgetragene UEFA Women’s Nations League. So hatten die Schwedinnen, die bei der WM nur drittbeste europäische Mannschaft waren, doch noch die Chance sich für die Spiele in Paris zu qualifizieren. Aber nur die Gruppensieger der vier Liga-A-Gruppen konnten um zwei Tickets für die Olympischen Spiele spielen. In einer Gruppe mit Weltmeister Spanien, Italien und der Schweiz belegten die Schwedinnen aber nur den dritten Platz und sind damit erstmals nicht für die Olympischen Spiele qualifiziert.

## Statistiken

### Bilanz gegen die Olympiasieger bei Olympischen Spielen
- Deutschland: 4 Spiele – 4 Niederlagen – 1:6 Tore
- Kanada: 3 Spiele – 1 Sieg, 2 Remis (1× im Elfmeterschießen verloren) – 5:4 Tore
- USA: 3 Spiele – 1 Sieg, 1 Remis (im Elfmeterschießen gewonnen), 1 Niederlage – 5:3 Tore
- Norwegen: 0 Spiele

## Spiele
Die Schwedinnen bestritten bisher 31 Spiele bei den Olympischen Spielen. Davon wurden zwölf gewonnen, zwölf verloren (Rekord) und sieben endeten remis. Vier Spiele gingen in die Verlängerung, da ein Sieger ermittelt werden musste. Davon wurde eins durch Tore verloren, zwei im Elfmeterschießen gewonnen und eins verloren.
Die Schwedinnen spielten sechsmal gegen den Gastgeber, dreimal gegen den späteren Olympiasieger (1996 in der Vorrunde und 2016 sowie 2021 im Finale), einmal gegen den Titelverteidiger. Die Schwedinnen spielten am häufigsten gegen Brasilien und Deutschland (je 4-mal), das in den vier Spielen immer der letzte Gegner war. Drei Spiele waren die ersten gegen die jeweiligen Gegner.
Schweden spielte bisher gegen Mannschaften aller sechs Konföderationen und auch gegen deren Meister (18-mal), am häufigsten gegen den Südamerikameister (5-mal). Fünfmal (2004, 2008, 2012, 2016 und 2021) traf Schweden auf den amtierenden Weltmeister, wobei sie einmal gewannen und zweimal ein Remis erreichten.
Die meisten Spiele bestritten Caroline Seger (18) und Lotta Schelin, die in 17 Spielen zum Einsatz kam und auch die zweitmeisten Tore erzielte: sechs bei vier Teilnahmen. Mit 7 Toren, davon fünf 2021 ist Stina Blackstenius beste Torschützin der Schwedinnen bei den olympischen Turnieren.
| Nr. | Datum      | Ergebnis             | Austragungsort       | Gegner              | Anlass           | Bemerkung                               |
| --- | ---------- | -------------------- | -------------------- | ------------------- | ---------------- | --------------------------------------- |
| 1   | 21.07.1996 | 0:2                  | Miami (USA)          | Volksrepublik China | Vorrunde         |                                         |
| 2   | 23.07.1996 | 1:2                  | Orlando (USA)        | Vereinigte Staaten  | Vorrunde         |                                         |
| 3   | 25.07.1996 | 3:1                  | Orlando (USA)        | Dänemark            | Vorrunde         |                                         |
| 4   | 13.09.2000 | 0:2                  | Melbourne (AUS)      | Brasilien           | Vorrunde         |                                         |
| 5   | 16.09.2000 | 1:1                  | Sydney (AUS)         | Australien          | Vorrunde         |                                         |
| 6   | 19.09.2000 | 0:1                  | Melbourne (AUS)      | Deutschland         | Vorrunde         |                                         |
| 7   | 11.08.2004 | 0:1                  | Volos (GRE)          | Japan               | Vorrunde         |                                         |
| 8   | 17.08.2004 | 2:1                  | Volos (GRE)          | Nigeria             | Vorrunde         |                                         |
| 9   | 20.08.2004 | 2:1                  | Volos (GRE)          | Australien          | Viertelfinale    |                                         |
| 10  | 23.08.2004 | 0:1                  | Patras (GRE)         | Brasilien           | Halbfinale       |                                         |
| 11  | 26.08.2004 | 0:1                  | Piräus (GRE)         | Deutschland*        | Spiel um Platz 3 |                                         |
| 12  | 06.08.2008 | 1:2                  | Tianjin (CHN)        | Volksrepublik China | Vorrunde         |                                         |
| 13  | 09.08.2008 | 1:0                  | Tianjin (CHN)        | Argentinien         | Vorrunde         | Bisher einziges Spiel gegen Argentinien |
| 14  | 12.08.2008 | 2:1                  | Peking (CHN)         | Kanada              | Vorrunde         |                                         |
| 15  | 15.08.2008 | 0:2 n. V.            | Shenyang (CHN)       | Deutschland*        | Viertelfinale    |                                         |
| 16  | 25.07.2012 | 4:1                  | Coventry (GBR)       | Südafrika           | Vorrunde         | Erstes Spiel gegen Südafrika            |
| 17  | 28.07.2012 | 0:0                  | Coventry (GBR)       | Japan*              | Vorrunde         |                                         |
| 18  | 31.07.2012 | 2:2                  | Newcastle (GBR)      | Kanada              | Vorrunde         |                                         |
| 19  | 03.08.2012 | 1:2                  | Glasgow (GBR)        | Frankreich          | Viertelfinale    |                                         |
| 20  | 03.08.2016 | 1:0                  | Rio de Janeiro (BRA) | Südafrika           | Vorrunde         |                                         |
| 21  | 06.08.2016 | 1:5                  | Rio de Janeiro (BRA) | Brasilien           | Vorrunde         |                                         |
| 22  | 09.08.2016 | 0:0                  | Brasília (BRA)       | Volksrepublik China | Vorrunde         |                                         |
| 23  | 12.08.2016 | 1:1 n. V.; 4:3 i. E. | Brasília (BRA)       | Vereinigte Staaten* | Viertelfinale    |                                         |
| 24  | 16.08.2016 | 0:0 n. V., 4:3 i. E. | Rio de Janeiro (BRA) | Brasilien           | Halbfinale       |                                         |
| 25  | 19.08.2016 | 1:2                  | Rio de Janeiro (BRA) | Deutschland         | Finale           |                                         |
| 26  | 21.07.2021 | 3:0                  | Chōfu(JPN)           | Vereinigte Staaten* | Vorrunde         |                                         |
| 27  | 24.07.2021 | 4:2                  | Saitama (JPN)        | Australien          | Vorrunde         |                                         |
| 28  | 27.07.2021 | 2:0                  | Rifu(JPN)            | Neuseeland          | Vorrunde         | Erstes Spiel gegen Neuseeland           |
| 29  | 30.07.2021 | 3:1                  | Saitama (JPN)        | Japan               | Viertelfinale    |                                         |
| 30  | 30.07.2021 | 1:0                  | Saitama (JPN)        | Australien          | Halbfinale       |                                         |
| 31  | 05.08.2021 | 1:1 n. V., 2:3 i. E. | Tokio (JPN)          | Kanada              | Finale           |                                         |

Anmerkung: Fett gesetzte Mannschaften waren zum Zeitpunkt des Spiels Kontinentalmeister, mit "*" markierte Mannschaften waren Weltmeister.

## Rekorde
- Einzige europäische Mannschaft, die immer teilnahm
- Älteste Torschützin: Lena Videkull mit 33 Jahren und 7 Monaten am 25. Juli 1996 gegen Dänemark
- Die meisten gewonnenen Elfmeterschießen: Schweden – 2
- Älteste Schiedsrichterin: Jenny Palmqvist mit 42 Jahren und 9 Monaten am 9. August 2012 beim Spiel um Platz 3 zwischen Kanada und Frankreich
- Die meisten Spielleitungen als Schiedsrichterin: Jenny Palmqvist – 7 (2004:2, 2008:2, 2012:3, darunter das Finale 2004)
- Die meisten Spiele als Trainerin: Pia Sundhage (13 für die USA, 6 für Schweden und 4 für Brasilien) – 23

Die schwedische Mannschaft erzielte ihre höchsten Siege gegen diese Mannschaften bei Olympischen Spielen:
- Argentinien 1:0 (2008, Vorrunde) – einziges Spiel gegen Argentinien
- Neuseeland 2:0 (2021, Vorrunde) – erstes Spiel gegen Neuseeland
- Südafrika 4:1 (2012, Vorrunde) – erstes Spiel gegen Südafrika
- Vereinigte Staaten 3:0 (2021, Vorrunde)

Ihre höchste Niederlage kassierte Schweden nur gegen eine Mannschaft bei olympischen Spielen:
- Brasilien 1:5 Vorrunde 2016 (eine der höchsten Niederlagen, zudem siebenmal 0:4 gegen verschiedene Gegner)

### Negativrekorde
- Erste Gelb-Rote Karte (erster Platzverweis): Anna Pohjanen am 21. Juli 1996 beim Spiel gegen die Volksrepublik China
- Die meisten Niederlagen: 12